# Kathi Rainer Thiele
Die KATHI Rainer Thiele GmbH ist ein in Halle (Saale) ansässiges Unternehmen, das Fertigbackmischungen und Mehle herstellt. Im Jahr 2014 lag der Umsatz bei 29 Millionen Euro. Der Name „Kathi“ steht als Akronym für die Namen der Gründer des Unternehmens, Kaethe und Kurt Thiele. Das Unternehmen gilt als der „Erfinder der Backmischung“ auf dem europäischen Festland, etwa 20 Jahre bevor Kraft und Dr. Oetker Backmischungen auf den Markt brachten. Im Juli 2025 wurde bekannt, dass das Unternehmen an die Oetker-Gruppe verkauft wurde.

## Geschichte

### DDR
Kathi wurde am 31. März 1951 durch Eintragung im Amt für Erfindungs- und Patentwesen der DDR gegründet und begann mit damals 44 Mitarbeitern zunächst mit der Produktion von Suppen, Saucen und Kuchenmehl. 1951 entwickelte Kathi als erstes deutsches Unternehmen eine Backmischung für einen einfachen Sandkuchen. Im Jahr 1953 wurde die Backmischung Tortenmehl auf den Markt gebracht. Zwei Jahre nach der Gründung hatte das Unternehmen bereits 80 Mitarbeiter exportierte ab 1955 auch in das skandinavische Ausland nach Dänemark, Schweden und Island.
Am 1. Januar 1957 wurde Kathi zur KATHI - Nährmittelfabrik Kurt Thiele KG. Der Betrieb wurde nun mit staatlicher Mehrheitsbeteiligung weitergeführt. Kurt Thiele blieb der Firma als Komplementär erhalten. 1959 erwarb Kurt Thiele das Unternehmen „Dr. Backhoff Leipzig“. Damit gingen auch die Rechte an Backpulverrezepten in seinen Besitz über. Mitte 1965 erließ der Rat des Bezirkes Halle auf staatliche Anordnung hin ein Exportverbot.
Ab 1969 erfolgten weitere staatliche Zwangsregulierungsmaßnahmen: Kathi hatte sich auf die Produktion von Backmischungen zu beschränken. Die anderen Sparten mussten auf andere Planwirtschaftsbetriebe verlagert werden. Am 1. April 1972 wurden die Inhaber, wie andere privatwirtschaftlich arbeitende Betriebe in der DDR, endgültig enteignet. Das Unternehmen führte von da an seine Produktion unter dem Namen „VEB Backmehlwerk Halle“ fort. 1976 verließ Rainer Thiele das Unternehmen und wurde im „VEB Kombinat Nahrungsmittel und Kaffee Halle“ angestellt. 1980 erfolgte schließlich die Zwangseingliederung von Kathi in den VEB Kombinat Nahrungsmittel und Kaffee Halle. Damit war der Betrieb gleichgeschaltet.
Kathi war auf zahlreichen Ausstellungen und Messen in der DDR vertreten und bekam viele produktbezogene Auszeichnungen. Von 1951 bis 1990 war die Firma mit ihren Produkten auf der Leipziger Frühjahrs- und Herbstmesse vertreten. In diesem Zeitraum wurden einige Produkte mit der Goldmedaille der Leipziger Messe ausgezeichnet, so z. B. am 16. März 1979 auf der Frühjahrsmesse Leipzig das Produkt Frühstücksgebäck, backfertige Mehlmischung. Im Jahr 1974 erhielt das Backfertige Mehl, Englischer Kuchen die Goldmedaille der wichtigsten Landwirtschaftsausstellung der DDR, der agra (Markkleeberg).
Bemerkenswert ist, dass der Markenname „Kathi“ weiter markenrechtlich geschützt blieb. Möglich war dies aufgrund der privat von Rainer Thiele, dem Sohn der Gründer Kaethe und Kurt Thiele, getragenen Gebühren an das Patentamt Berlin. Das bedeutete, dass alle Produktpackungen weiterhin den Namen „Kathi“ tragen mussten, wenn auch dieser stark verkleinert wurde.

### Ab 1990

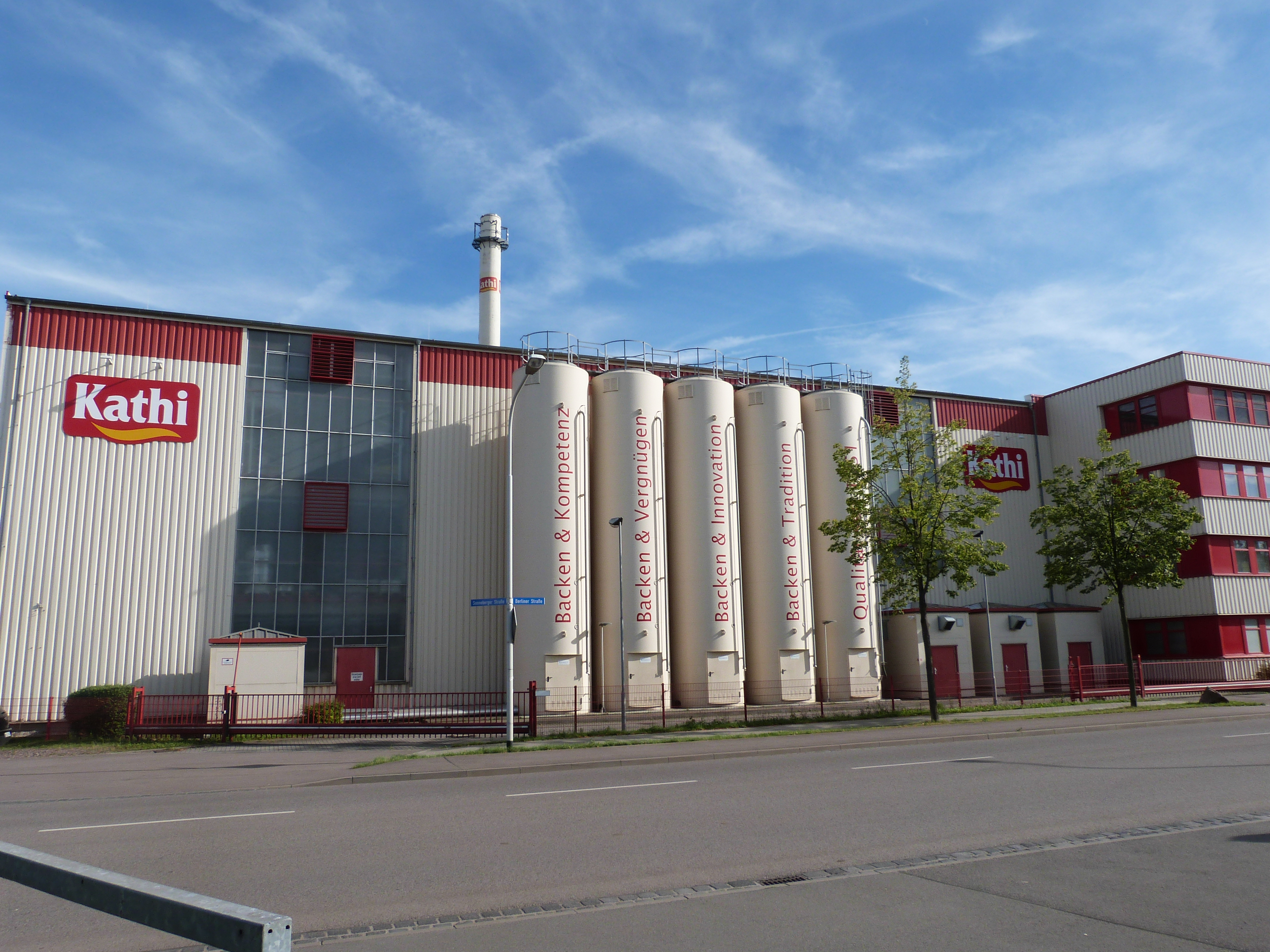
Der Firmensitz in der Berliner Straße in Halle-Diemitz

Nach dem Mauerfall, im Februar 1990, stellte Rainer Thiele einen Reprivatisierungsantrag für das Unternehmen. Der Antrag wurde genehmigt, und die Reprivatisierung sowie Rückübertragung des Unternehmens erfolgten am 1. Juni 1991 – rückwirkend zum 1. Januar 1991. Somit konnte am 1. Januar 1992 die KATHI Rainer Thiele GmbH gegründet werden. Der Eintrag in das Handelsregister erfolgte am 16. Juli 1992.
Zwischen 1993 und 1994 erfolgten Investitionen in den Umbau sowie die Erweiterung des neuen Firmenstandorts in Halle-Diemitz. Knapp 10 Jahre später übernahm die nächste Generation der Eigentümerfamilie schrittweise die vollständige Unternehmensleitung. 
2009 wurde der Generationenwechsel innerhalb der KATHI Rainer Thiele GmbH abgeschlossen und Marco Thiele Geschäftsführer. Seine Ehefrau, Susen Thiele, ist als Geschäftsleiterin für Öffentlichkeitsmarketing und Personal zuständig. Rainer Thiele war weiterhin als Beiratsvorsitzender tätig.
Mit einem Umsatzanteil von 47,6 Prozent in den neuen Bundesländern ist das Unternehmen dort Marktführer bei Backmischungen, bundesweit belegt es bei einem Marktanteil von rund 14 Prozent den 2. Platz. Die KATHI Rainer Thiele GmbH erzielt rund 80 Prozent ihres Umsatzes in den neuen Bundesländern, 15 Prozent in den alten Bundesländern und rund 5 Prozent im Ausland. Im Unternehmen sind heute (Stand: 2015) 90 Mitarbeiter beschäftigt, davon 12 Auszubildende.
Seit 2014 gibt es bei Kathi auch gebackene Kuchen im Glas zu kaufen. Im Mai 2015 wurde das Kathi Backeventzentrum „Kathi’s Backzauber“ eingeweiht.
Am 14. Juli 2025 wurde bekannt, dass das Unternehmen an die Oetker-Gruppe verkauft wurde und kurz vor der Übernahme steht. Der bisherige Geschäftsführer Marco Thiele begründete den Verkauf mit „anhaltend schwierigen wirtschaftlichen Rahmenbedingungen“ und einem „herausfordernden Marktumfeld“. Kritische Stimmen kritisieren einen schleichenden Ausverkauf der ostdeutschen Wirtschaft.

## Soziales Engagement
Backen mit Kindern ist für Kathi Bestandteil des sozialen Engagements. 2015 übernahm das Unternehmen zum sechsten Mal die Patenschaften für zehn Kitas. Diese Patenschaften sind 2010 in die Sparte „Soziale Verantwortung“ von Kathi integriert worden.